# StarQuest
StarQuest – Der entscheidende Kampf ist ein Science-Fiction-Brettspiel, das von MB-Spiele (Milton Bradley Games) in Zusammenarbeit mit Games Workshop herausgegeben wurde. Im Englischen erschien es unter dem Namen Space Crusade. Das Spiel wurde von 1990 bis 1993 produziert.

## Spielbeschreibung
In StarQuest treten 1 bis 3 Space Marine Crack-Squads der Galaxy Safe Guard (Adeptus Astartes) gegen einen Spielleiter an, der die Robotlings (Aliens) befehligt. Das Ziel der Galaxy Safe Guard ist es, ein menschliches Raumschiffwrack (Space-Hulk) von Außerirdischen, Robotern und Chaos Space Marines zu säubern.

## Erweiterungen
Mission: Dreadnought
Diese Expansion enthält unter anderem einen überschweren und einen normalen Dreadnought, neue Missionen, neue Bodenpläne und überschwere GSG-Waffen.
Angriff der Eldar
Diese Expansion führt das Volk der Eldar ein. Enthalten sind unter anderem neue Ereigniskarten, neue Missionen, ein neuer Bodenplan und 10 Eldar Miniaturen.
White Dwarf Expansionen
Zwei Artikel über StarQuest wurden im White Dwarf Magazin veröffentlicht.
In einer englischen Ausgabe von 1991 erschienen Zusatzregeln zum Einsatz von Terminatoren, Space Marine Scouts, Ork Mobs und Symbionten-Hybriden. In einer englischen Ausgabe von 1992 erschien eine neue Mission mit dem Namen Renegade (Abtrünnige).

## Ähnlichkeiten
Die originale, englische Version ist auch eines von vielen Einsteigerspielen, die im Warhammer-40.000-Universum spielen. In der deutschen Übersetzung kreierte man jedoch einen neuen kindgerechten Hintergrund. Möglicherweise geschah dies, um den recht brutalen Warhammer-40.000-Hintergrund zu entschärfen. So sind in der deutschen Version sämtliche Waffen der GSG nicht tödlich.
Die Galaxy-Safe-Guard-Truppen (Crack Squad): GSG-19, GSG-Tiger und GSG-Musketiere sind in der original Version die aus Warhammer 40.000 bekannten Space Marines.
Im Spiel sind folgende 3 Space-Marine-Orden vertretenen:
- GSG-19 von den Ultramarines
- GSG-Musketiere von den Imperial Fists
- GSG-Tigers von den Blood Angels

Auch auf der Seite des Gegenspielers (Alien-Player) gab es einige Anpassungen in der deutschen Version.
- Die Androiden sind bei Warhammer 40.000 Chaos-Androiden. Fälschlicherweise werden sie oft mit Necrons verwechselt.
- Die Space Orks haben ihren Namen behalten, die Gridlings hingegen heißen im Warhammer-40.000-Universum Grotze (ehemals Gretchins).
- Die Klone sind die Genräuber-Symbionten der Tyraniden-Rasse.
- Die Chaos-Kämpfer sind im Original Chaos-Krieger der Chaos Space Marines, Verräter der Space Marines, die sich auf die Seite des Chaos geschlagen haben.
- Der Dreadnought ist ein Chaos-Dreadnought bzw. ein Chaos-Cybot.

## Andere Brettspiele im Warhammer-40.000-Universum
- Advanced Space Crusade
- Arks of Omen
- Battle for Armageddon
- Bommerz over da Sulphur River
- Boarding Actions
- Doom of the Eldar
- Horus Heresy
- Space Fleet
- Space Hulk
- Tyranid Attack
- Ultra Marines
- Warhammer 40.000 (40k)

## Andere Brettspiele im Warhammer-Fantasy-Universum
- Die Claymore-Saga
- Drachenhort
- HeroQuest
- Herr des Schwertes
- Talisman
- Warhammer Quest